# Lee Jae-jin
Lee Jae-jin (in coreano hangul: 이재진; Miryang, 26 gennaio 1983) è un giocatore di badminton sudcoreano, vincitore della medaglia di bronzo ai Giochi olimpici di Pechino 2008, nel doppio in coppia con Hwang Ji-man.

## Palmarès
- Giochi olimpici

Pechino 2008: bronzo nel doppio.